# USS Robert H. Smith (DM-23)
O USS Robert H. Smith (DM-23) foi um Destroyer norte-americano, classe Robert H. Smith que serviu durante a Segunda Guerra Mundial.

## Comandantes
| Comandante        | Data                    |
| ----------------- | ----------------------- |
| Cdr. Henry Farrow | 4 de Agosto de 1944 -?? |